# ナイスアシスト事件
ナイスアシスト事件（ナイスアシストじけん）とは、大阪国税局OBの税理士（事件後税理士資格を剥奪される）が絡んだ脱税事件。

## 概要
大阪国税局OBの元税理士(以下、「元税理士」とする）が顧問先企業約15社と2個人に脱税を指南し、法人税・所得税計約2億3000万円を脱税した。また、2010年から2012年にかけて元税理士が実質的に経営する税理士法人「ナイスアシスト」の売り上げの一部を除外するなどの手口で、法人税約4400万円を脱税した。さらに元税理士は2011年9月に大阪国税局税務官に120万円を渡し、国税局が将来の税務調査を見据えて作成した大阪市のホストクラブ運営会社に関する調査資料を漏洩させ、元税理士が脱税目的に資料を利用した贈収賄事件も起こした。また元税理士は顧問先の経営者らが隠していた現金を貸金業者のように又貸しするサイドビジネスにも手を染めていた。
元税理士は贈賄罪や脱税罪や貸金業法違反（無登録営業）などで起訴され、懲役6年・罰金7000万円（求刑:懲役8年・罰金1億円）の有罪判決が言い渡された。大阪国税局税務官は加重収賄罪や国家公務員法違反（守秘義務違反）で起訴され、懲役2年・追徴金120万円（求刑:懲役3年・追徴金120万円）の有罪判決が言い渡された。税理士法人「ナイスアシスト」も脱税罪で起訴されて罰金400万円（求刑:罰金500万円）の有罪判決が下され（税理士法人自身の脱税事件が起訴されるのは極めて異例と報道された）、元税理士の弟の税理士や税理士法人「ナイスアシスト」代表も脱税罪で起訴されて執行猶予付きの有罪判決が下された。また国税OB税理士の顧問先の実質的経営者や法人も脱税罪で起訴され、経営者には執行猶予付きの有罪判決が、法人には罰金刑がそれぞれ下された。

## その他
元税理士は国税庁職員時代の1998年に自身が申告漏れを指摘した税務調査先の会社に対し税理士をしていた弟を紹介していたが、国家公務員法違反（信用失墜行為）にあたるとして懲戒免職となっていた。懲戒免職から3年後に税理士に転身すると、不正な税逃れが多い業界の顧問を次々に引き受けていき、国税局内でもいわく付きの人物として警戒されていた。